# Genezing van de dienaar van de hoofdman

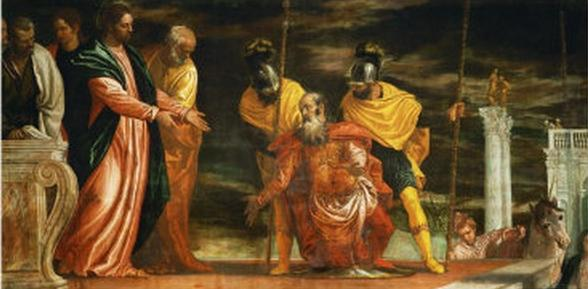
Genezing van de dienaar van de hoofdman van Paolo Veronese

De genezing van de dienaar van de hoofdman is een van de wonderen van Jezus neergeschreven in het Evangelie van Matteüs (Matteüs 8: 5–13) en het Evangelie van Lucas (Lucas 7: 1–10). Het verhaal wordt niet in het Evangelie volgens Marcus verteld. In het Evangelie volgens Johannes vind je een soort gelijke geschiedenis, waar de zoon van een koninklijk hoveling  ziek was. (Johannes 4:46-53)
Volgens deze teksten vraagt een Romeinse hoofdman Jezus om zijn hulp omdat zijn dienaar ziek is. Jezus biedt aan om naar het huis van de centurio te gaan om een genezing te verrichten, maar de centurio aarzelt en suggereert dat Jezus' gezaghebbende woord voldoende zou zijn. Jezus is onder de indruk en geeft goedkeurend commentaar op het sterke religieuze geloof dat de soldaat aan de dag legt (ondanks dat hij geen Jood is) en willigt het verzoek in, wat ertoe leidt dat de dienaar dezelfde dag wordt genezen.

## Verschillen tussen Matteüs, Lucas en Johannes
Vaak wordt beweerd dat de geschiedenis in Johannes 4:46-53 een variant is op Matteüs 8: 5–13 en Lucas 7: 1–10. Er zijn echter aannemelijke verschillen:
|            | Matteüs                                   | Lucas                                     | Johannes                                |
| ---------- | ----------------------------------------- | ----------------------------------------- | --------------------------------------- |
| Persoon    | centurio (niet-jood)                      | centurio (niet-jood)                      | hoveling (jood?)                        |
| Zieke      | knecht                                    | dienaar/slaaf                             | zoon                                    |
| Locatie    | Jezus was in Kapernaüm                    | Jezus was in Kapernaüm                    | Jezus was in Kana                       |
| Benadering | De centurio wordt geprezen om zijn geloof | De centurio wordt geprezen om zijn geloof | De hoofdman wordt kritisch toegesproken |

Op grond van de verschillen tussen de beschrijving van Matteüs en Lucas is Herman Ridderbos van mening dat het hier om twee verschillende gebeurtenissen moet gaan.

## Interpretatie
De kern staat geschreven in Matteüs 8:8 : Heere, ik ben niet waardig dat Gij onder mijn dak komt; maar spreek een woord, en mijn knecht zal genezen worden
Het geloof is de basis van het christendom of zoals de kerkvader Augustinus van Hippo deze genezing vergelijkt met zij die in God geloven zonder hem ooit gezien te hebben.

## Doulosofpais
Onder bijbelgeleerden is er een discussie over de woorden doulos en pais. In de versie van Lucas is er in het oorspronkelijke Grieks sprake van een "doulos" (δοῦλος), slaaf van de centurio, terwijl in Matteüs en Johannes de term "pais" (παῖς) gebruikt wordt. "Pais" heeft als betekenis onder meer kind, zoon, slaaf en knecht, maar ook kan het een aanduiding zijn voor de jongere partner van een homoseksueel stel. Dat zou de reden zijn waarom de centurio liever niet had dat Jezus binnenkwam.